# Маријенвил (Пенсилванија)
Маријенвил (енгл. Marienville) насељено је место без административног статуса у америчкој савезној држави Пенсилванија.

## Демографија
По попису из 2010. године број становника је 3.137.
| Група             | 2000.    | 2010.         |
| Белци             | 0 (0,0%) | 1.555 (49,6%) |
| Афроамериканци    | 0 (0,0%) | 1.243 (39,6%) |
| Азијати           | 0 (0,0%) | 7 (0,2%)      |
| Хиспаноамериканци | 0 (0,0%) | 324 (10,3%)   |
| Укупно            | 0        | 3.137         |